# Andrea Sammaritani
Andrea Sammaritani (Rimini, 30 novembre 1957) è un ex fondista sammarinese.

## Biografia
Nato nel 1957 a Rimini, gareggiava per San Marino.
A 26 anni ha partecipato ai Giochi olimpici di Sarajevo 1984, prendendo parte alla 15 km e alla 30 km, dove ha chiuso rispettivamente 82º in 1h03'05"3 e 69º in 2h26'55"9.
Quattro anni dopo, a Calgary 1988, ha preso parte alle stesse due gare, arrivando 85º nei 15 km in 1h02'58"1 e 86º nei 30 km in 2h15'07"7.
A 34 anni ha preso parte alla sua terza Olimpiade, quella di Albertville 1992, dove è stato anche portabandiera, partecipando alla 10 km e alla 10/15 km inseguimento, terminate rispettivamente al 109º posto in 47'37"8 e al 97º in 1h22'39"4.